# (1394) Algoa
(1394) Algoa ist ein Asteroid des Hauptgürtels, der am 12. Juni 1936 vom südafrikanischen Astronomen Cyril V. Jackson in Johannesburg entdeckt wurde.
Benannt ist der Asteroid nach der südafrikanischen Algoa-Bucht.